# 厄勒海峡

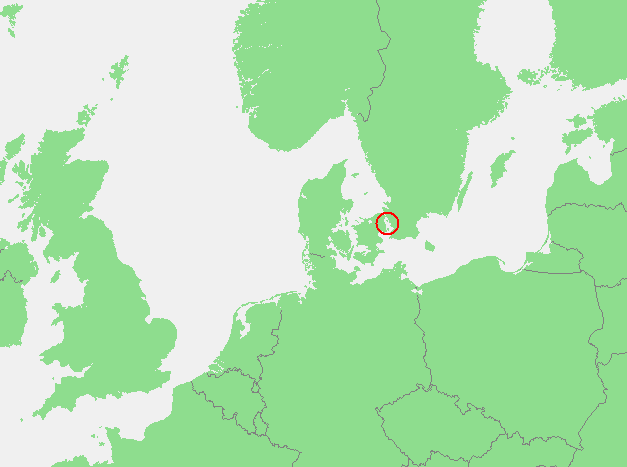
厄勒海峡

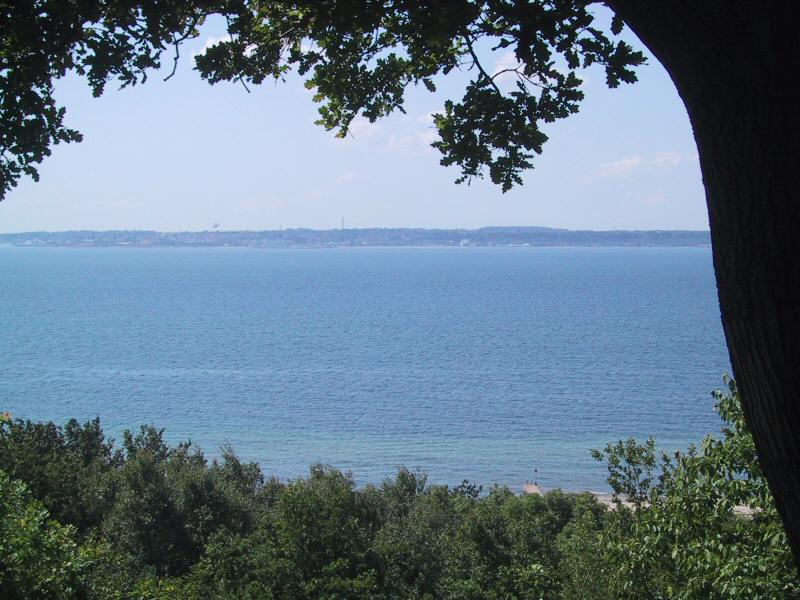
厄勒海峡北部

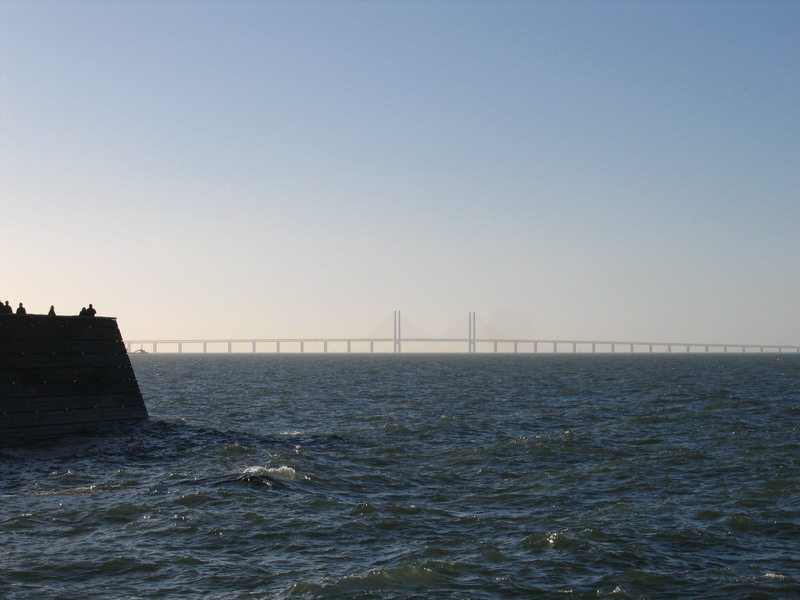
厄勒大桥

厄勒海峡，又称松德海峡（英語：the Sound、丹麥和瑞典語：sundet），是一条分隔丹麦的西兰岛和瑞典南部斯科讷的一条海峡，最窄处仅4公里。丹麥皇家因為厄勒海峡通行费，獲得大量收入。
厄勒海峡是连接波罗的海和大西洋（通过卡特加特海峡、斯卡格拉克海峡和北海）的三条丹麦海峡之一，是世界上最繁忙的河道之一。
厄勒海峽大橋于2000年7月1日举行落成典礼。瑞典国王卡尔十六世·古斯塔夫和丹麦女王瑪格麗特二世出席了仪式。在瑞典的赫尔辛堡和丹麦的赫尔辛格之间，目前还有渡轮24小时运行。